# André Poloczek
André Poloczek, Künstlername Polo (* 29. Dezember 1959 in Wuppertal; † 2. Juni 2022 ebendort), war ein deutscher Zeichner und Cartoonist.

## Berufliche Laufbahn
Seine ersten Cartoons veröffentlichte Poloczek 1978 im Halterner Kommunalteil der Ruhr Nachrichten. Von 1981 bis 1988 studierte er Soziologie, Germanistik, Anglistik und Geschichtswissenschaft in Düsseldorf und Wuppertal. Sein erster eigener Cartoonband erschien 1992 im Semmel-Verlach. Poloczeks Cartoons erschienen bisher in Cicero, mare, metallzeitung, Nebelspalter, konkret, taz, Titanic, Wupper Nachrichten, Wuppertaler Rundschau, Eulenspiegel, Stern und Westdeutsche Zeitung.
Von 2009 bis 2012 bildete er mit dem Hamburger Satiriker Andreas Greve das Cartoonisten-Duo Jünger & Schlanker. Seit 2014 gab er Kurse an der Junior-Uni Wuppertal. Poloczek lebte und arbeitete in Wuppertal.
Das Caricatura Museum in Frankfurt am Main, dem er seinen künstlerischen Nachlass vermacht hat, würdigt ihn vom 30. Mai bis 1. September 2024 mit der Einzelausstellung „POLO – Die Komische Kunst des André Poloczek“.

## Werke
- Arsch auf Grundeis, Semmel-Verlach, 1992
- Walther – Teufelspakt und Minnesang (mit Axel Stöcker), Semmel-Verlach, 1993
- Cartoons für Katzenfans, Lappan Verlag, 1995
- Viel Spaß beim Tanzen, Lappan Verlag, 1997
- Die Post geht an die Börse (mit Ari Plikat), Lappan Verlag, 1997
- Cartoons für Banker, Lappan Verlag, 1998
- Cartoons für Schwiegermütter, Lappan Verlag, 1998
- Das unmögliche Euro-Handbuch (mit Mathias Taddigs), Lappan Verlag, 1999
- Cartoons für Apotheker (mit Steffen Köpf), Lappan Verlag, 2000
- Vegetarisch grillen, Lappan Verlag, 2001
- Möchtest du darüber reden?, Lappan Verlag, 2003
- Prost! – Das Buch zum Bier als Herausgeber, Lappan Verlag, 2016
- Engels-Gesichter, als Herausgeber, Cartoons und komische Texte zum 200. Geburtstag von Friedrich Engels, Edition 52, 2019
- POLO – Cartoons, Malereien, Illustrationen [zur Retrospektive 2024], Caricatura Museum Edition, Lappan Verlag, 2024